# Montreal Screwjob
 (août 2011).
 (juin 2022).
Le Montréal Screwjob fait référence à l'incident non scénarisé qui s'est produit pendant l'évènement principal du pay-per-view Survivor Series 1997, le 9 novembre, au Centre Molson de Montréal, Québec. Lors du match de WWF Championship entre Bret Hart et Shawn Michaels, Vince McMahon, le propriétaire de la World Wrestling Federation avait secrètement prévu une fin de match différente avec l'adversaire du Hitman : Shawn Michaels. Le plan fut exécuté quand l'arbitre du match, Earl Hebner, sous les ordres de McMahon, sonna la cloche et arrêta le match bien que Hart, à qui Michaels portait une prise de soumission, n'eût pas abandonné. Michaels fut déclaré vainqueur et nouveau Champion de la WWF, laissant Bret Hart et ses fans outrés.
À l'origine, le screwjob était une réponse à la décision de Hart de quitter la WWF pour son principal concurrent, la World Championship Wrestling. Hart avait proposé de perdre le WWF Championship à n'importe quel moment et face à n'importe quel catcheur, sauf face à son adversaire de toujours : Shawn Michaels. Citant une clause de son contrat à la WWF qui lui garantissait un « contrôle raisonnable sur les décisions », Hart refusait fermement de perdre face à Michaels, a fortiori dans un match qui se tenait chez lui au Canada. McMahon insista pour que Hart perde face à Michaels à Montréal, craignant que sa fédération périclite si la WCW récupérait le Hitman avec le WWF Championship. Hart et McMahon arrivèrent à un compromis sur le match qui permettait à Hart de conserver le titre. Mais McMahon était déterminé à enlever le titre à Hart, même sans son consentement.
L'impact de cet évènement a été tel qu'il fut par la suite utilisé dans d'autres matchs et storylines de « l'Attitude Era » de la WWF, et conduisit à la création du très populaire personnage du patron diabolique, "Mr. McMahon". Hart resta en mauvais terme avec la WWF, alors que McMahon et Michaels continuèrent à recevoir des plaintes de la part de fans pendant plusieurs années. Cependant, la relation entre Hart et McMahon s'améliora dans une certaine mesure et permit l'introduction de Bret Hart dans le Hall of Fame de la fédération le 1er avril 2006.

## Historique

### Hart décide de quitter la WWF

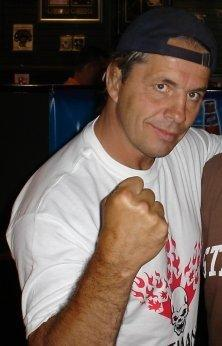
Bret "The Hitman" Hart.

Bret Hart débuta dans les années 1980 en tant que membre de la Hart Foundation. Il rencontra un énorme succès en solo dans les années 1990, remportant le Championnat de la WWF cinq fois. Très populaire et respecté à la WWF, il était alors le catcheur des main-events. Mais sa domination commença à être remise en cause par le clan formé par Kevin Nash, Shawn Michaels, Scott Hall, Sean Waltman et Triple H, qui gagnaient en influence dans les décisions de la compagnie. Moins présent sur les rings, Hart quitta la fédération pendant plus de sept mois après WrestleMania XII. Il profita de cette période pour négocier un nouveau contrat avec la WWF, mais aussi pour étudier une offre de la fédération rivale, la WCW. En octobre 1996, Hart refusa une offre de 9 000 000 dollars de la part de la WCW, optant pour la proposition de McMahon de signer un contrat de vingt ans à la WWF, qui faisait de lui le catcheur le mieux payé et lui assurait par ailleurs un rôle important dans la fédération après sa retraite. À la mi-1997, la WWF faisait face à des difficultés financières dues en partie à la rude concurrence de la WCW, qui était devenue la fédération la plus importante aux États-Unis. Par conséquent, McMahon se vit obligé de limiter les contrats à long terme et il regretta la prolongation du contrat de Hart. McMahon commença à différer les versements de salaire d'Hart, prétextant la "situation financière périlleuse" de la WWF.
McMahon encouragea Hart à trouver un emploi à la WCW. Quand McMahon l'informa qu'il différait tout paiement à une date indéterminée, Hart entra donc en négociation avec la WCW. Pendant que Hart réfléchissait à une offre de 3 millions de dollars lancée par Eric Bischoff, McMahon revint sur sa position et informa Hart que la fédération voulait honorer leur contrat. Cependant, les discussions autour de futurs plans et storylines se soldaient par des réponses vagues et un manque de propositions de la part de McMahon. Dans la phase finale de leur négociation, McMahon exprima de nouveau des doutes sur le fait d'honorer son contrat. Hart était en outre mécontent de son nouveau gimmick de heel et l'importance croissante de l'Attitude Era à la WWF. Convaincu qu'il ne faisait pas partie des futurs plans de McMahon, Hart le notifia à la WWF et signa un accord avec la WCW le 1er novembre 1997. Quand Hart demanda à McMahon s'il serait parodié et moqué (ce qui était arrivé auparavant avec des catcheurs de la WWF partis à la WCW), McMahon lui assura que rien de tel n'arriverait. Le président de la WWF promit aussi que les portes de la fédération lui resteraient ouvertes. Hart croyait partir en bons termes, malgré le sentiment que McMahon l'avait poussé vers la sortie.

### La passation du titre

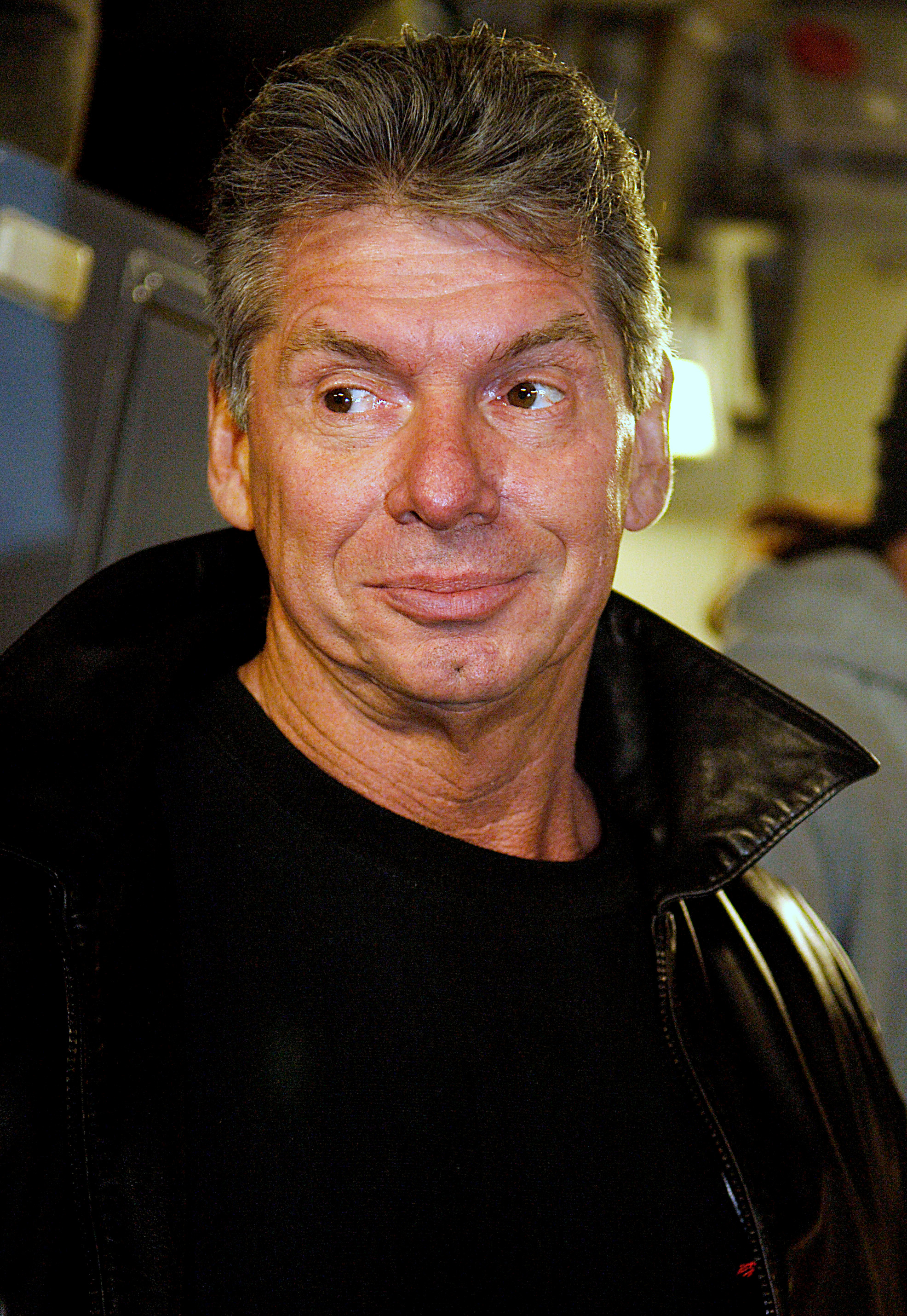
Vince McMahon.

Le départ imminent de Bret Hart vers la WCW créa une situation de tension, car le catcheur avait remporté le WWF Championship au SummerSlam 1997 face à The Undertaker. Le contrat d'Hart à la WCW débutait le 5 décembre, un mois après l'annuel Survivor Series de la WWF, qui se déroulait en 1997 à Montréal. Shawn Michaels, le meneur de l'équipe émergente D-Generation X, devait y affronter Hart dans un match de championnat. McMahon, craignant qu'Hart ne laisse tomber le titre, chercha à le convaincre de perdre face à Michaels. Hart refusa, arguant de sa popularité au Canada, où il se sentait vu comme un héros national. Hart, qui avait été à la tête de la Hart Foundation, une équipe anti-US et patriotique canadienne, ne voulait pas perdre le titre au Canada. D'autant que, parallèlement, pour le bien de leur rivalité, Michaels insultait à de nombreuses reprises le drapeau du Canada et les fans canadiens. Hart soutenait qu'un revers dans son propre pays serait humiliant pour lui et ses fans, et affecterait considérablement la suite de sa carrière à la WCW.
Les fans connaissaient aussi les différends personnels qui s'accumulaient entre Hart et Michaels :
- Hart n'avait pas apprécié que Michaels déclare forfait pour un match de championnat dans un épisode de RAW, épisode qui conduisit à l'annulation d'un match à WrestleMania 13, où Michaels était censé laisser le titre à Hart. Beaucoup suspectèrent Michaels d'avoir simulé une blessure à un genou pour éviter ce match.
- Les deux ont été impliqués dans un combat réel après que Michaels ait accusé Hart d'avoir des relations avec une manageuse de la WWF, Sunny.
- La récente rivalité entre eux vit Michaels faire des remarques insultantes envers le père de Hart, Stu Hart, ce qui énerva Bret et les autres membres de sa famille.
- L'offre de 3 millions de dollars de la part de McMahon pour un contrat avec Hart en 1996.

McMahon, de son côté, se rappelait le catastrophique départ de la WWF Women's Champion Alundra Blayze vers la WCW en 1995, qui avait jeté la ceinture de championne féminine de la WWF dans une poubelle en direct lors de WCW Monday Nitro. Il craignait un nouveau désastre de ce genre et insista pour que Hart perde face à Michaels à Montréal. Bret Hart refusa, proposant de perdre son titre n'importe où aux États-Unis avant les Survivor Series, ou d'abandonner le titre à McMahon dans un épisode de Monday Night RAW le lendemain des Survivor Series, à Ottawa. Après plusieurs désaccords, McMahon, Michaels et Hart arrivèrent à un accord sur une proposition d'un officiel de la WWF de terminer le match sur une disqualification, qui serait le résultat d'une bagarre entre les alliés de Hart, Owen Hart et Davey Boy Smith avec les alliés de Michaels, Triple H, Rick Rude et Chyna, qui allaient intervenir dans le match pour aider Michaels. Hart abandonnerait ensuite le titre le lendemain à RAW ou le perdrait face à Ken Shamrock. Hart obtint aussi de la part de McMahon la permission d'expliquer ses actions et son personnage de heel, tout en faisant l'éloge de McMahon et de la WWF, afin de partir en bons termes avec la fédération et les fans.

### Le plan officiel
Pat Patterson, du fait de sa proche relation avec Hart, fut tenu à l'écart du screwjob. C'est ainsi que Hart et Michaels le rencontrèrent pour discuter de la préparation du match selon le plan accepté par Hart. Le match allait se dérouler de cette manière : Michaels porterait le Sharpshooter, alors que l'arbitre serait inconscient. Hart attraperait le pied de Michaels et renverserait la prise, le plaçant à son tour dans le sharpshooter. Michaels abandonnerait, mais l'arbitre toujours inconscient serait incapable de valider cette issue. Hart lâcherait la prise et irait tenter de réveiller l'arbitre, ce qui permettrait à Michaels de porter sa prise de finition sur Hart, le Sweet Chin Music, et de réaliser le tombé. Un second arbitre arriverait alors en courant avec Owen Hart et Davey Boy Smith derrière lui. Ce nouvel arbitre commencerait à faire le compte, mais Hart et Smith le stopperaient. L'arbitre de départ se réveillerait et ferait à son tour le décompte, mais Hart se dégagerait. S'en suivrait cinq minutes de bagarre qui donneraient une disqualification.

### Préparation et exécution
Le mercredi précédant les Survivor Series (qui se déroulent le dimanche), McMahon eut un rendez-vous avec Michaels, Triple H et un cercle fermé de conseillers dans un hôtel à Montréal. Ils y préparèrent le screwjob. Le nombre de personnes au courant de l'imminent screwjob reste indéterminé, mais Gerald Brisco et Sgt. Slaughter furent impliqués dans le plan. Michaels suggéra plus tard à McMahon que le screwjob soit exécuté quand il porterait Hart dans le sharpshooter, avec l'arbitre qui se réveillerait et ferait sonner la cloche, comme si Hart avait abandonné sur la prise. Selon le récit de Michaels sur l'évènement dans son autobiographie sortie en 2005, Heartbreak and Triumph: The Shawn Michaels Story, l'arbitre du match Earl Hebner n'a été informé (par Michaels) du plan que le dimanche soir, au moment où le Survivor Series était sur le point de débuter.
La tension et l'excitation étaient à son comble alors que les catcheurs et les officiels étaient rassemblés pour le Survivor Series. Hart n'était pas confiant sur l'issue du match et fut averti de l'éventualité d'un screwjob par son demi-frère et membre de la Hart Foundation, Jim Neidhart, ainsi que par Leon White, qui avait vécu une situation semblable dans sa carrière. Neidhart et White prévinrent Hart de rester sur ses gardes, de se dégager rapidement des tombés pour éviter un décompte trop rapide, et de ne pas se laisser placer dans une prise de soumission. Dans son documentaire de 1998, Hitman Hart: Wrestling with Shadows, Hart expliqua que ses craintes étaient modérées, car l'arbitre Earl Hebner était un de ses proches amis et qu'il lui faisait complètement confiance. Interrogé par Hart, Hebner a juré sur son fils qu'il ne tromperait jamais Hart et qu'il préférait plutôt quitter son poste que de participer à un screwjob.
Le Centre Molson de Montréal, à guichets fermés, accueillait plus de 17 000 fans dans les gradins. Les rumeurs du départ imminent de la WWF de Hart avaient filtrés et diminuaient considérablement l'intérêt des fans pour ce match. Pourtant, la rivalité Hart-Michaels et la storyline "U.S vs Canada" engendraient beaucoup d'émotions. Ainsi, les officiels de la WWF déployèrent un grand nombre d'agents aux alentours du ring, ce qui, bien qu'étant inhabituel pour un match de catch, fut expliqué comme une précaution nécessaire face à l'intense animosité (simulée) entre Hart et Michaels. Il a également été dit que Michaels, qui avait frotté un drapeau canadien sur son entrejambe, et s'était également mouché avec, aurait pu se faire attaquer par des fans énervés. Il fut en effet bruyamment hué quand il entra sur le ring, mais maintiendra que l'idée venait de Hart, afin de s'attirer efficacement les foudres du public canadien et entretenir la rivalité entre les deux catcheurs. Les réactions offensées se muèrent en acclamations quand Hart entra sur le ring, portant le drapeau canadien et la ceinture de champion. Cependant, Hart était visiblement déconcerté, car une partie de la foule, avertie de son départ à la WCW, se moquait de lui avec des chants « You sold out! » (« tu es un vendu ! »).
Lorsque le match débuta, Hart et Michaels se battirent en dehors du ring et dans le public, suivis par McMahon et les officiels de la WWF. Comme l'apogée du match approchait, les deux catcheurs retournèrent sur le ring alors que les officiels continuaient d'ajouter du personnel de sécurité autour du ring. Michaels interposa Hebner entre lui et Hart sautant du haut de la troisième corde, envoyant les trois hommes à terre. Michaels et Hart se relevèrent, mais HBK aveugla Hart, le renvoyant à terre. Michaels attrapa ensuite les jambes de Hart pour le placer dans le sharpshooter. À ce moment, le directeur du match donna comme instruction à Hebner dans son oreillette de se réveiller, mais Hart ne remarqua rien. Mike Chioda, l'arbitre qui était supposé arriver après la perte de conscience d'Hebner, hurla que ce dernier se relevait trop tôt. Pat Patterson réagit de la même manière, alors qu'Owen Hart et Davey Boy Smith, qui attendaient pour courir sur le ring, restaient perplexes dans les coulisses. Beaucoup d'observateurs diront avoir vu Michaels jeter un clin d’œil à Hebner alors qu'il portait Hart dans le sharpshooter. Contrairement à leur accord initial, Michaels serrait la prise et refusait de donner sa jambe à Hart pour que ce dernier casse la prise. À ce moment-là, Hebner se releva, regarda vers le chronométreur, et cria "Sonnez la cloche !". McMahon écarta d'un coup de coude le chronométreur, et hurla "Sonne cette putain de cloche !". Le chronométreur sonna la cloche juste au moment où Hart attrapait finalement la jambe de Michaels, cassant la prise et faisant tomber Michaels. Le thème musical de Michaels retentit dans l'aréna et l'annonceur le déclara vainqueur et nouveau champion de la WWF.
Hebner avait déjà quitté le ring et l'aréna. Malgré le choc, Hart se retourna immédiatement et cracha à la face de McMahon, alors que Michaels semblait lui aussi en colère. McMahon ordonna à Michaels de "prendre la putain de ceinture et de se barrer d'ici !". Michaels quitta l'aréna avec Brisco et Triple H, comme s'il était atterré, visiblement conscient qu'une grande partie du public n'acceptait pas ce qui s'était déroulé sous leurs yeux. McMahon et une grande partie des autres officiels de la WWF sont aussi rentrés rapidement dans les vestiaires tandis qu'Hart s'en prenait aux caméras, moniteurs et équipement en dehors du ring. Les fans dans les gradins commençaient également à montrer leur colère envers McMahon et les officiels de la WWF, jetant des détritus et insultant Michaels qui fuyait vers les vestiaires. Owen Hart, Jim Neidhart et Davey Boy Smith montèrent sur le ring et calmèrent Hart. Hart fit le signe "W-C-W" et "I love you" aux fans l'acclamant avant de retourner aux vestiaires.

## Réactions
Alors qu'une grande partie des spectateurs de Montréal réalisa immédiatement ce qui se passait et montra son mécontentement, les téléspectateurs, eux, sont restés troublés par ce Survivor Series qui se terminait avec quatre minutes d'avance et un Shawn Michaels brandissant la ceinture pour disparaître aussitôt aux vestiaires.
Dans le documentaire d'Hart, on peut voir ce dernier rejoindre les coulisses et faire face à Michaels, lequel affirme qu'il n'était au courant de rien et qu'il est aussi outré. Selon l'autobiographie de Michaels, il promit qu'il ne brandirait pas le titre le lendemain à RAW et qu'il refuserait de dire n'importe quoi à l'encontre de Hart. Hart se dirige ensuite vers les vestiaires pour se doucher et se changer après avoir découvert que McMahon, Brisco, et Sgt. Slaughter se sont enfermés dans leur loge. D'autres catcheurs ont regardé le match et ont été choqués par ce qui s'est passé : Mark "The Undertaker" Calaway demanda à McMahon de s'excuser personnellement auprès d'Hart. Mais quand McMahon tenta de s'expliquer, Hart le repoussa et le menaça de ses poings. Il s'est ensuivi une altercation physique, Hart frappa McMahon en pleine face et l'envoya à terre. Le fils de Vince, Shane McMahon, et Brisco, se battirent brièvement avec Hart et Davey Boy Smith. McMahon arborait les jours suivants un œil au beurre noir et une cheville cassée. Michaels et Triple H, eux, furent attaqués par des fans en colère à l'extérieur du Centre Molson et à l'entrée de leur hôtel.
Les catcheurs étaient outrés qu'un des vétérans de la WWF ait été trompé ; beaucoup craignaient pour leur futur et ne faisaient plus confiance à McMahon. Ils envisagèrent de boycotter RAW ou de quitter la fédération tous ensemble. McMahon organisa une réunion pour tenter de calmer les catcheurs et atténuer leur colère. Il expliqua que Hart restait indifférent aux intérêts de la fédération, en refusant de perdre le titre à Montréal. McMahon affirma qu'Hart avait compromis l'avenir de la compagnie en créant une situation potentiellement embarrassante notamment du point de vue financier. Mais c'est finalement Hart lui-même qui apaisa la révolte en conseillant à ses anciens collègues d'honorer leurs contrats et de ne pas prendre de risques pour leur carrière à cause de cet évènement. Mick Foley ne s'est pas présenté le lendemain à RAW, mais retourna au travail par la suite selon les stipulations de son contrat.
À l'enregistrement de RAW à Ottawa, Michaels apparaissait brandissant le titre de la WWF et faisait un segment où il se vantait de la manière dont il avait battu Hart avec sa propre prise de finition dans son propre pays. McMahon donnait une entrevue télévisée au commentateur Jim Ross, expliquant sa version des faits et prononçant cette phrase désormais célèbre "Vince McMahon n'a pas arnaqué Bret. Bret a arnaqué Bret (Bret screwed Bret)". Dans un autre RAW, Michaels parodiait Hart et était habillé comme lui. À WCW Nitro, les commentateurs Mike Tenay et Tony Schiavone critiquaient Vince McMahon et Shawn Michaels. Eric Bischoff annonçait durant le show que Hart avait signé avec la New World Order alors que Hollywood Hogan, Kevin Nash et Scott Hall tenaient des drapeaux canadiens et chantaient l'hymne national du Canada. Apparaissant à WCW Nitro, l'ancien allié de Michaels, Ric Rude, a aussi critiqué HBK. Malgré les rumeurs et l'animosité des fans, Michaels et Triple H continuèrent pendant plusieurs années à nier toute implication dans le screwjob, avant d'en parler dans des interviews hors-personnage.

## Héritage

### Mr McMahon
Le Montréal screwjob a atteint un degré considérable d'infamie dans le monde du catch et plus spécialement auprès des fans. Certains l'ont présenté comme l'un des moments les plus choquants de l'histoire du catch. Cet évènement devint donc le meilleur exemple de tromperie qu'il put y avoir, depuis le jour où Wendi Richter perdit le WWF Women's Championship contre une masquée Fabulous Moolah. Hart, plein d'amertume, refusait toute offre d'introduction dans le WWE Hall of Fame. En outre, la famille Hart en voulait à McMahon et la WWF pour la négligence et le manque de précautions sécuritaires qui avait causé l'accident d'Owen Hart et son décès. Le documentaire Hitman Hart: Wrestling with Shadows inclut un passage d'une conversation dans laquelle McMahon confirme l'issue du match qui était prévue (DQ) et assure à Hart que son départ se fera aussi amicalement que possible — McMahon ne savait pas que la conversation était filmée. Dans ces enregistrements, Hart refuse clairement de laisser le titre à Michaels.
L'impact populaire du Montréal screwjob amena plus tard à des storylines et rivalités qui en ont été inspirées. La WWF réussit avec succès à porter le blâme des fans sur Vince McMahon en créant le personnage de « Mr. McMahon » — un patron autoritaire et arrogant qui imposait sa volonté et son autorité face à des personnages rebelles comme Stone Cold Steve Austin. Dans le cadre de certaines storylines, McMahon « arnaquait » certains catcheurs en leur retirant le titre pour le donner à un catcheur de son choix. La phrase « Bret screwed Bret » a inspiré nombre de promos tournées par Vince McMahon pendant sa feud avec Austin. Dans Unforgiven: In Your House, McMahon était assis sur le bord du ring pendant la défense de titre d'Austin, ce qui conduisit Austin à faire allusion au Montréal screwjob pendant une interview. Aux Survivor Series 1998 — le premier anniversaire du screwjob — McMahon arnaquait Austin quand son fils Shane, l'arbitre du match, abandonnait son personnage de rebelle envers son père et refusait de compter la tentative de tombé d'Austin contre Mankind. Les McMahons ont ensuite trompé Mankind dans son match comptant pour le titre lors du main event contre The Rock. Alors que The Rock portait le sharpshooter sur Mankind, McMahon faisait sonner la cloche. The Rock était déclaré vainqueur par soumission et nouveau champion de la WWF Champion, réincarnant la tromperie envers Hart.
Le 28 mai 2001, Stone Cold Steve Austin défendait le titre de la WWF contre Chris Benoit lors de RAW à Calgary. Austin portait sa prise le Crippler Crossface et Vince McMahon ordonnait rapidement de faire sonner la cloche, bien que Benoit n'ait jamais abandonné. Earl Hebner était l'arbitre de ce match. Ironie : Stu Hart était au premier rang.
Lors de No Way Out 2003 à Montréal, une fin similaire comprenant The Rock, Hulk Hogan et Vince McMahon était intitulée sur WWE.com comme le « Montreal Screwjob II ». Pendant une feud en 2006 entre Michaels et les McMahons, Vince mettait à terre l'arbitre Mike Chioda alors que Shane McMahon piégeait Michaels dans le Sharpshooter pendant un match au Saturday Night's Main Event. McMahon ordonnait au chronométreur de faire sonner la cloche et ainsi donnait la victoire « par soumission » à Shane. La WCW a également produit un écho au screwjob à StarrCade 1997 : Hart intervint dans le match qui opposait Hollywood Hogan et Sting en affirmant que l'arbitre Nick Patrick avait fait un décompte trop rapide.

### Autres arnaques
À Breaking Point 2009 (qui se passait à Montréal), le match opposant CM Punk à l'Undertaker pour le World Heavyweight Championship se termina par le Hell's Gate de l'Undertaker qui provoqua la soumission de CM Punk. Le manager général de WWE SmackDown Teddy Long intervint alors pour rappeler le bannissement de la prise de l'Undertaker, datant de plus d'un an. Il fit reprendre le match. Punk prit alors l'Undertaker par surprise et lui porte son Anaconda Vice. L'arbitre sonna alors rapidement la cloche alors que l'Undertaker n'avait pas abandonné, et Teddy Long déclara Punk vainqueur.
Enfin, lors du Money in the Bank (2011), le 17 juillet à Chicago (ville natale de CM Punk), le match opposant ce dernier à John Cena pour la WWE Championship, qui voit le départ de Punk, voit à son terme l'arrivée de Vince McMahon et du Vice-président de la fédération, dans le but de faire sonner la cloche en faveur de Cena. Punk, déconcerté par leur venue, retourne dans le ring et se fait surprendre par Cena avec son STF. C'est alors que le Vice-président court avertir le chronométreur de faire sonner la cloche, mais Cena lâche sa prise et stoppe le Vice-président dans sa course. Il cria à Vince qu'il veut gagner à la loyale. Après cela, Cena remonte sur le ring et se fait surprendre par le GTS de CM Punk qui fait le tombé.
McMahon, furieux, demande à arrêter la célébration et appelle le vainqueur du Money in the Bank de Raw, Alberto Del Rio, pour qu'il encaisse sa mallette tout de suite. Il arriva, déterminé, mais CM Punk le stoppa d'un coup de pied sur la tête. CM Punk décide de fuir, « embarrasse » McMahon et quitte l'arène avec le titre. Le lendemain, Vince McMahon fut relevé de ses fonctions par un conseil haut placé ; fonctions qui sont reprises par son beau-fils, Triple H. On apprend par la suite que le titre a été rendu vacant, car CM Punk n'était plus sous le contrat de la WWE lorsqu'il a remporté le titre.

## Résolution
Avec son « Ère Attitude » et la popularité de catcheurs comme Steve Austin, The Rock et Mankind, la WWF surpassa ses rivaux. L'arrivée de Bret Hart à la WCW avait été qualifiée à l'époque de gros coup pour la fédération, mais ceci se révéla être en fait un échec, sa popularité n'ayant pas été assez bien utilisée. La carrière de catcheur d'Hart prit fin en 2000 après une sévère commotion cérébrale pendant un match avec Bill Goldberg. La WCW, qui déclinait lentement, finit par être rachetée par McMahon en 2001, faisant de la WWF la seule fédération de catch de grande envergure en Amérique du Nord.
De son côté, Michaels, après avoir abandonné le titre WWF face à Austin lors de WrestleMania XIV en 1998, fut forcé de prendre sa retraite pendant quatre ans à la suite de sérieuses blessures à la nuque et au dos. Après une très longue période de réhabilitation, Michaels remonta sur le ring en 2002.
Beaucoup de fans et d'observateurs du catch pensent que la WWE a fait des ouvertures envers Hart depuis 2004. Les victoires du catcheur canadien et ami de longue date de la famille Hart, Chris Benoit, contre Triple H et Shawn Michaels à WrestleMania XX pour le World Heavyweight Championship, et à Backlash 2004 à Edmonton au Canada, étaient considérés par beaucoup comme une excuse symbolique envers Hart et les fans canadiens. Lors du dernier match à Edmonton, Shawn Michaels a même abandonné sur le sharpshooter de Benoit. Après plusieurs semaines de spéculations, WWE.com annonçait en août 2005 que Hart et la WWE avaient trouvé un accord pour le projet d'un DVD sur toute la carrière d'Hart. Dans des interviews, Hart a expliqué cette décision par son désir que l'on se souvient de toute sa carrière qui s'est étalée sur deux décennies. Le projet, qui s'est vu attribuer le nom Screwed: The Bret Hart Story, fut finalement nommé Bret "The Hitman" Hart: The Best There Is, The Best There Was And The Best There Ever Will Be. Dans le DVD, Hart et Bischoff ont tous deux nié que le fait qu'il portait le titre de la WWF ait été un facteur décisif dans la volonté de la WCW de l'engager. Alors que McMahon affirmait qu'il y avait un regret mutuel, Hart défendait ses actions.
Certains ont critiqué le refus de Bret Hart de perdre contre Michaels à Montréal, comme par exemple Ric Flair, qui affirmait que c'était de la responsabilité d'Hart d'abandonner la ceinture d'une fédération qu'il quittait. Cependant, Hart continue d'indiquer qu'il était prêt à perdre le titre n'importe où et contre n'importe qui, à l'exception de Michaels, et qui plus est au Canada, comme son personnage du "Hitman" a été construit comme un véritable héros canadien en 1997. Comme son contrat avec la WWF n'expirait que quatre semaines plus tard, Hart assure qu'il y avait beaucoup de temps et de nombreuses autres opportunités pour lui de perdre la ceinture. Plusieurs personnes affirment que McMahon avait à l'origine proposé que Hart abandonne le titre lors du pay-per-view de décembre In Your House à Springfield et au Royal Rumble à San Jose.
Lors de l'introduction d'Hart dans le Hall of Fame de 2006, Shawn Michaels exprima sa joie, mais la relation Hart-Michaels demeurait tendue. Michaels a critiqué, dans son autobiographie sortie en 2005, la conduite et l'attitude d'Hart durant ses jours à la WWF, comparant le screwjob à un "coup de la mafia". Dans des entrevues avant la cérémonie d'introduction, Hart affirmait qu'il quitterait la cérémonie s'il voyait Shawn Michaels à n'importe quel endroit lors du week-end de WrestleMania 22. Michaels décida de quitter la cérémonie du Hall of Fame pour éviter le déroulement d'une telle scène. Hart n'est pas apparu à WrestleMania dans la mini-cérémonie avec les autres introduits, expliquant dans une interview qu'il n'avait jamais eu l'intention d'assister ou d'apparaître dans le show. Hart retourna plus tard dans un programme télévisé de la WWE le 11 juin 2007 lors d'une édition de Monday Night Raw, où il apparaissait dans une promo enregistrée dans laquelle il se moquait de la "soirée d'appréciation" de M. McMahon.
Quelques années plus tard, au début 2010, Bret Hart revint à RAW pour être "guest host". L'ambiance était tendue et les mots "Montreal Screwjob" ont été prononcés à de nombreuses reprises. Au début de l'émission, Bret Hart fit un discours expliquant sa déception à la suite du Montreal Screwjob, dont il ne s'était jamais vraiment remis. Il demanda à Shawn Michaels de venir le rejoindre sur le ring. Ce dernier vint, et à la fin de leur discussion, les deux hommes se serrent la main et se prennent dans les bras. Personne ne s'y attendait vraiment, même si tout le monde l'espérait. Après le main event, Vince McMahon fit des "excuses publiques" à Bret. Il ajouta également que le père de Bret Hart serait intronisé au Hall of Fame 2010. Bret Hart serra la main à Vince McMahon. Mais, malheureusement, Vince McMahon en profita pour donner un coup de pied dans l'abdomen de Bret. McMahon partit sous les huées de la foule. Lors du RAW du 1er février, Bret Hart revient, mais est de nouveau attaqué par McMahon (cette fois-ci assisté par Batista), qui lui crache au visage. À la suite d'un accident (scénaristique) qui casse la jambe de Hart, McMahon, après lui avoir assuré qu'il n'était pour rien dans cet accident, lui propose de l'affronter malgré sa jambe cassée, ce que Hart accepte. Le 15 mars, à RAW, Hart et McMahon signent le contrat officiel pour leur match. Le Guest Host du soir, Stone Cold Steve Austin, imposa alors à McMahon de faire entrer Stu Hart (le père de Bret) au Hall of Fame, ce que McMahon avait proposé le 4 janvier avant de revenir sur sa décision. Le même soir, le match prévu devient officiellement un No Holds Barred (sans disqualications ni décomptes extérieurs) à WrestleMania XXVI. Après la signature, Vince remarque un plâtre sur la table et Hart révèle que son accident était une mise en scène et que sa jambe est en parfait état (McMahon n'aurait pas accepté le match s'il n'avait pas été certain d'avoir un avantage sur Hart), avant de frapper McMahon avec le plâtre qu'il a enlevé en hurlant "Vince screwed Vince!"("Vince a arnaqué Vince !"). A WrestleMania XXVI, Vince McMahon se dirige vers le ring, accompagné de la famille Hart qu'il dit avoir soudoyé afin qu'ils soient ses "lumberjacks". Bret dit ensuite avoir été averti par sa famille de ce qui se passait. Après un match à sens unique, Bret Hart bat Vince McMahon avec son Sharpshooter.

### Autres sources
- (en) Cet article est partiellement ou en totalité issu de l’article de Wikipédia en anglais intitulé « Montreal Screwjob » (voir la liste des auteurs).